# Hylotelephium uralense
Hylotelephium uralense är en fetbladsväxtart som först beskrevs av Rupr, och fick sitt nu gällande namn av V.V. Byalt. Hylotelephium uralense ingår i släktet kärleksörter, och familjen fetbladsväxter. Inga underarter finns listade i Catalogue of Life.